# Gatis Smukulis
Gatis Smukulis (nascido em 15 de abril de 1987) é um ciclista de estrada profissional letão, atual membro da equipe Katusha, de UCI ProTeam. Representou seu país, Letônia, nos Jogos Olímpicos de Verão de 2008 em Pequim, onde terminou em 67º na prova de estrada individual.